# مغنولاوات
المغنولاوات (الاسم العلمي: Magnolioideae) هي أسرة من النباتات تتبع فصيلة الماغنولات من الرتبة المغنوليات.

## التصنيف
- المغنولاوية